# Єлизаветівка (Веселівська селищна громада)
Єлизаве́тівка — село в Україні, у Веселівській селищній громаді Мелітопольського району Запорізької області. Населення становить 397 осіб.

## Географія
Село Єлизаветівка розташоване на березі каналу Р-9, на відстані 7 км від села Широке.
У селі є вулиці: Культурна, Лісова, Молодіжна, Пушкіна та Степова.

### Клімат
Клімат села помірно континентальний, зі спекотним літом і малосніжною, переважно теплою зимою, характеризується чітко означеною посушливістю.
| Клімат Єлизаветівки       | Клімат Єлизаветівки | Клімат Єлизаветівки | Клімат Єлизаветівки | Клімат Єлизаветівки | Клімат Єлизаветівки | Клімат Єлизаветівки | Клімат Єлизаветівки | Клімат Єлизаветівки | Клімат Єлизаветівки | Клімат Єлизаветівки | Клімат Єлизаветівки | Клімат Єлизаветівки | Клімат Єлизаветівки |
| Показник                  | Січ.                | Лют.                | Бер.                | Квіт.               | Трав.               | Черв.               | Лип.                | Серп.               | Вер.                | Жовт.               | Лист.               | Груд.               | Рік                 |
| Середній максимум, °C     | 0,0                 | 0,9                 | 5,0                 | 13,3                | 20,1                | 24,6                | 27,2                | 26,5                | 21,3                | 14,4                | 7,3                 | 2,9                 | 13                  |
| Середня температура, °C   | −2,8                | −1,9                | 1,9                 | 9,4                 | 15,8                | 20,1                | 22,4                | 21,7                | 16,7                | 10,5                | 4,4                 | 0,3                 | 9                   |
| Середній мінімум, °C      | −5,5                | −4,6                | −1,1                | 5,6                 | 11,5                | 15,6                | 17,6                | 16,9                | 12,2                | 6,6                 | 1,6                 | −2,2                | 6                   |
| Норма опадів, мм          | 36                  | 36                  | 29                  | 32                  | 41                  | 52                  | 54                  | 37                  | 38                  | 25                  | 38                  | 41                  | 459                 |
| ------------------------- | ------------------- | ------------------- | ------------------- | ------------------- | ------------------- | ------------------- | ------------------- | ------------------- | ------------------- | ------------------- | ------------------- | ------------------- | ------------------- |
| Джерело: climate-data.org |                     |                     |                     |                     |                     |                     |                     |                     |                     |                     |                     |                     |                     |

## Історія
Село засноване до 1932 року.
У 1932—1933 село зазнало геноциду, організованого радянським урядом з метою винищення місцевого українського населення. Кількість встановлених жертв згідно зі свідченнями очевидців — 111 осіб.
У 1962—1965 роках належало до Михайлівського району Запорізької області, відтак у складі Веселівського району.
З 27 серпня 2015 року село в складі Веселівської селищної громади.
12 червня 2020 року, відповідно до розпорядження Кабінету Міністрів України № 713-р «Про визначення адміністративних центрів та затвердження територій територіальних громад Запорізької області», увійшло до складу Веселівської селищної громади.
19 липня 2020 року, в результаті адміністративно-територіальної реформи та ліквідації  Веселівського району увійшло до складу Мелітопольського району.

## Населення
За переписом населення України 2001 року в селі мешкало 386 осіб.